# Llei de Faraday
|  | No s'ha de confondre amb Lleis de Faraday de l'electròlisi. |

La llei de Faraday és una de les lleis fonamentals de l'electromagnetisme, una de les quatre equacions de Maxwell, també és coneguda com a llei de la inducció electromagnètica o llei de Faraday-Lenz, estableix que en un circuit tancat sotmès a l'acció d'un camp magnètic variable, s'hi indueix una força electromotriu (fem) proporcional a la derivada respecte al temps del flux magnètic que passa a través del circuit. És a dir, Faraday va trobar que la fem induïda a un circuit tancat o espira és proporcional a la taxa de canvi del flux magnètic que passa a través de l'espira.
En llenguatge més senzill, si movem un conductor, com un fil metàl·lic, al llarg d'un camp magnètic es produeix un voltatge. El voltatge resultant és directament proporcional a la velocitat del moviment: movent el conductor al doble de velocitat es produeix el doble de voltatge. El camp magnètic, la direcció del moviment i el voltatge formen angles de 90° entre ells. Sempre que el moviment generi voltatge, la regla de la mà dreta de Fleming descriurà les direccions del moviment, el camp i el corrent creat.
Aquesta llei es va obtenir experimentalment, es basa en les observacions experimentals que va fer Michael Faraday el 1831. L'efecte de la inducció també va ser descobert per Joseph Henry més o menys al mateix temps, però Faraday ho va publicar primer. Els principis del funcionament dels alternadors, dinamos i transformadors són a la llei de Faraday.
El descobriment sencer de Faraday fou que es pot generar força electromotriu en un cable de tres maneres diferents, movent el cable, movent un imant a prop d'un cable o canviant el corrent a un altre cable proper.

## Història

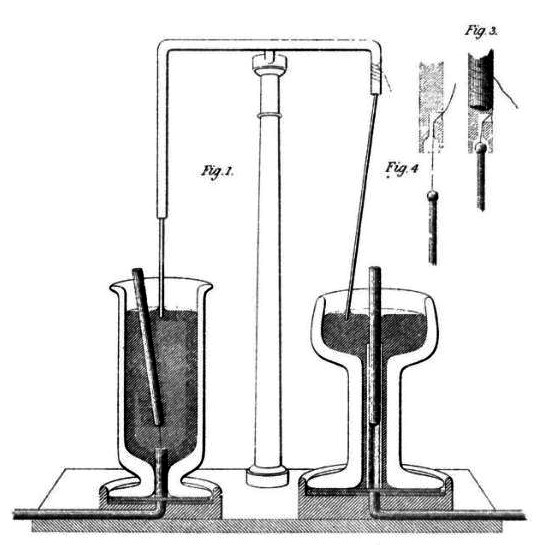
Esquema dels experiments del 1821, a l'esquerra l'imant gira al voltant del fil elèctric, a la dreta, el fil elèctric gira al voltant de l'imant.

Esquema modern d'un dels experiments de Faraday del 1831, en comptes del galvanòmetre, Faraday va posar una agulla imantada a prop i en paral·lel a un dels fils de l'enrotllament de la dreta, en el que s'indueix el corrent elèctric, per tal de detectar-lo

L'any 1820 Hans Christian Ørsted va descobrir que el pas d'un corrent elèctric a través d'un fil conductor produïa un camp magnètic al voltant del fil, i el seu experiment, que mostrava que l'agulla magnètics d'una brúixola es desviava del nord si a prop hi havia un fil conductor pel qual passava un corrent, va ser repetit arreu d'Europa. André-Marie Ampère va trobar que quan un corrent passa a través de dos fils paral·lels, si el corrent flueix en el mateix sentit els fils s'atreuen i si ho fa en sentits oposats els fils es repel·leixen. El 1821 Faraday va rebre l'encàrrec del seu amic Richard Phillips, llavors editor dels Annals of Philosophy, d'un article sobre l'electromagnetisme.
Faraday va repetir els experiments d'Ørsted i d'Ampère, es va documentar i va intentar seguir els raonaments dels dos físics. L'explicació d'Ampère era més precisa i la seva formulació matemàtica estava recolzada per un experiment, però Faraday no tenia coneixements de matemàtiques. Aquest fet el va portar a basar-se només en l'experimentació, sense models matemàtics. De la teoria d'Ampère es desprenia que el moviment de l'agulla magnètica de l'experiment d'Ørsted era producte d'atraccions i repulsions entre l'agulla i el conductor elèctric. Però aquesta idea no acabada de convèncer en Faraday, la seva intuïció era que el conductor generava una força circular al seu voltant.
A principis de setembre del 1821 Faraday va fer un experiment, va enganxar un imant en forma de barra al fons d'un recipient i el va omplir de mercuri fins que només la part superior de l'imant va quedar fora del mercuri. Després va penjar un fil metàl·lic d'un suport aïllant, de manera que la seva part inferior quedava submergida al mercuri, i va connectar una bateria entre la part superior del fil suspès i el mercuri, de manera que el mercuri i el fil tancaven un circuit elèctric que continuaria ininterromput fins i tot si el fil suspès es movia. Faraday va observar que el fil es movia en cercles al voltant de l'imant. Tot seguit, va modificar l'aparell alliberant parcialment l'imant, que va quedar surant sobre el mercuri però fixat per un extrem al fons del recipient, amb només una part fora del mercuri, i va canviar el fil penjat per un de fix submergit al mercuri al centre del recipient, en connectar la bateria va observar que l'imant girava al voltant del fil. Faraday havia descobert el principi del motor elèctric, el seu aparell generava energia mecànica a partir d'energia elèctrica. Va publicar ràpidament el seu descobriment, l'octubre de 1821, a la revista Quarterly Journal of Science, de la qual, accidentalment, n'era l'editor. Per a Faraday, les atraccions, repulsions i rotacions es podien explicar assumint una estructura circular de les forces que envoltaven el fils en ser travessats per un corrent elèctric.
Durant els següents 10 anys Faraday es va dedicar principalment a la química. El 1831 va reprendre el seu interès per l'electromagnetisme: l'agost d'aquell any va començar uns experiments que el portarien al descobriment de la inducció electromagnètica. Va crear un aparell compost per dos fils enrotllats separadament al voltant d'una anella de ferro dolç d'unes 6 polzades de diàmetre exterior (poc més de 15 cm), amb un enrotllament situat de manera oposada a l'altre. Els borns d'un dels fils eren connectats a una bateria, mentre que els extrems de l'altre eren units. En un punt del circuit d'aquest segon enrotllament va posar una brúixola de manera paral·lela al fil i molt a prop seu. En tancar el circuit de la bateria, l'agulla de la brúixola de l'altre circuit es va moure i en obrir-lo va tornar a la seva posició. El corrent elèctric passant pel primer circuit generava un magnetisme de l'anella de ferro, això era prou conegut, però el moviment de l'agulla indicava que un corrent elèctric havia passat pel fil del segon circuit, el magnetisme havia produït electricitat.
El setembre va disposar dos imants permanents en forma de barra i una barra de ferro dolç situada entre els pols nord i sud dels imants, i amb un enrotllament formant un circuit tancat. També va posar una agulla magnetitzada a prop i en paral·lel a un dels fils del circuit de l'enrotllament. Va observar que quan movia qualsevol dels dos imants es movia l'agulla, indicant el pas d'un corrent elèctric, generat pel moviment dels imants. En canviar la barra de ferro per una de fusta va observar que l'efecte de moviment de l'agulla era molt petit. Repetint el primer experiment amb l'anella de ferro va observar que en obrir el circuit de l'enrotllament sense alimentació, si l'anella estava magnetitzada pel pas del corrent pel primer enrotllament, saltava una guspira elèctrica.
A l'octubre va enrotllar un fil de ferro al voltant d'un cilindre de paper amb els extrems connectats, i posant l'agulla imantada com de costum. En introduir un imant dins el cilindre, l'agulla es va desplaçar fortament. Aquests seguit d'experiments el van portar a la convicció de que el magnetisme podia generar electricitat per inducció, i que el ferro hi jugava un paper important.
A continuació es va proposar d'obtenir un corrent elèctric continu. Es va decidir a provar de fer girar un disc de coure, com l'utilitzat per Aragó, situat entre els pols d'un imant. Després de vàries provatures fallides, va connectar un extrem del circuit a l'eix de llautó sobre el que girava el disc i l'altre tocant la vora del dic en moviment. Va aconseguir la producció d'un corrent elèctric permanent. Faraday havia inventat la dinamo. El novembre va reportar els resultats dels seus experiments a la Royal Society.

## Equacions
La relació entre la taxa de canvi del flux magnètic a través de la superfície S, tancada pel contorn C i el camp elèctric al llarg del contorn:
{\displaystyle \oint _{C}\mathbf {E} \cdot d\mathbf {l} =-\ {d \over dt}\int _{S}\mathbf {B} \cdot d\mathbf {A} }
on 
- E és el camp elèctric
- dl és un element infinitesimal del contorn C
- B és la densitat de flux magnètic.
- {\displaystyle d\mathbf {A} } és l'element diferencial d'àrea

Les direccions dels contorn C i de {\displaystyle d\mathbf {A} } són descrites per la regla de la mà dreta.

Representació d'un contorn C que defineix una superfície S travessada per les línies de camp magnètic que defineixen el flux magnètic B

De manera equivalent, la forma diferencial de la llei de Faraday, que s'obté a partir del teorema de Stokes és:
{\displaystyle \nabla \times \mathbf {E} =-{\frac {\partial \mathbf {B} }{\partial t}}}
que és una de les equacions de Maxwell.
En el cas d'una bobina inductora a la qual el fil elèctric fa N voltes, la fórmula esdevé:
{\displaystyle {\mathcal {E}}=-N{d\Phi _{B} \over dt}}
on
- ε és la força electromotriu (fem) induïda
- dΦ/dt és la taxa de canvi al llarg del temps del flux magnètic Φ.

El signe negatiu de la fórmula, la direcció de la força electromotriu, va ser introduït per la llei de Lenz i indica que és contrària a la causa que crea la fem.
Aquest principi és utilitzat per mesurar el flux de líquids i suspensions elèctricament conductores amb uns instruments anomenats mesuradors magnètics de flux. El voltatge induït U que es genera pel camp magnètic B degut a un líquid conductiu que es mou a velocitat v vindrà donat per:
{\displaystyle \mathbf {U} =BLv}
on L és la distància entre les elèctrodes de l'aparell de mesura de flux.
La llei de Faraday fou la darrera que es va incorporar a les equacions de Maxwell unificant totes les lleis de l'electromagnetisme.

## Llei de Faraday i la relativitat

### Dos fenòmens
La llei de Faraday és una equació que decep dos fenòmens diferents: la FEM de moviment generada per una força magnètica en un conductor que es desplaça (vegeu la Força de Lorentz), i la FEM transformada generada per una força elèctrica a causa d'un camp magnètic variable (descrit per l'equació de Maxwell-Faraday).
James Clerk Maxwell va citar l'atenció sobre aquest fet en el seu treball de 1861 titulat On Physical Lines of Force. A l'última meitat de la Part II d'aquest article, Maxwell dona una explicació física separada per a cadascun dels dos fenòmens.
Una referència sobre aquests dos aspectes de la inducció electromagnètica es troba en alguns llibres moderns. Segons ho expressa Richard Feynman:
La "regla del flux" que la FEM en un circuit és igual a la taxa de canvi del flux magnètic a través del circuit s'aplica tant si el flux canvia perquè el camp canvia o si ho fa perquè el circuit es desplaça (o tots dos) ...
No obstant a la nostra explicació de la regla hem utilitzat dues lleis completament diferents per als dos casos – v × B per al cas que "es mou el circuit" i ∇ × E = −∂tB per al cas que "canvia el camp".
No coneixem cap altre cas en la física en què un principi general tan simple i precís requereix per a la seva comprensió cabal una anàlisi en funció de dos fenòmens diferents de Richard P. Feynman, The Feynman Lectures on Physics

### Explicació basada en un formalisme de quatre dimensions
En el cas general, l'explicació de l'aparició de la FEM de moviment per l'acció de la força magnètica sobre les càrregues al filferro en moviment o al circuit que canvia la seva àrea és insatisfactòria. De fet, les càrregues al filferro o al circuit podrien estar completament absents, llavors desapareixeria l'efecte d'inducció electromagnètica en aquest cas? Aquesta situació s'analitza a l'article, en què, en escriure les equacions integrals del camp electromagnètic en forma covariant quadridimensional, a la llei de Faraday apareix la derivada temporal total del flux magnètic a través del circuit en lloc de la derivada temporal parcial. Així doncs, la inducció electromagnètica apareix quan el camp magnètic canvia amb el temps o quan canvia l'àrea del circuit. Des del punt de vista físic, és millor parlar no de la FEM d'inducció, sinó de la intensitat de camp elèctric induït {\textstyle \mathbf {E} =-\nabla {\mathcal {E}}-{\frac {\partial \mathbf {A} }{\partial t}}}, que es produeix al circuit quan canvia el flux magnètic. En aquest cas, la contribució a {\displaystyle \mathbf {E} } del canvi al camp magnètic es realitza a través del terme {\textstyle -{\frac {\partial \mathbf {A} }{\partial t}}}, on {\displaystyle \mathbf {A} } és el potencial vectorial. Si l'àrea del circuit està canviant en el cas del camp magnètic constant, aleshores alguna part del circuit està inevitablement en moviment, i el camp elèctric {\displaystyle \mathbf {E} } sorgeix en aquesta part del circuit al sistema de referència K' com a resultat de la transformació de Lorentz del camp magnètic {\displaystyle \mathbf {B} }, present al sistema de referència estacionari K, que passa a través del circuit. La presència del camp {\displaystyle \mathbf {E} } a K' es considera com a resultat de l'efecte d'inducció al circuit en moviment, independentment de si les càrregues són presents al circuit o no. Al circuit conductor, el camp {\displaystyle \mathbf {E} } provoca el moviment de les càrregues. En el marc de referència K, sembla aparició de FEM de la inducció {\displaystyle {\mathcal {E}}}, el gradient del qual en forma de {\displaystyle -\nabla {\mathcal {E}}}, pres al llarg del circuit, sembla generar el camp {\displaystyle \mathbf {E} }.

### El punt de vista d'Einstein
La reflexió sobre aquesta aparent dicotomia va ser un dels principals camins que van portar Albert Einstein a desenvolupar la relativitat especial:
Se sap que l'electrodinàmica de Maxwell -tal com s'entén habitualment actualment-, quan s'aplica a cossos en moviment, condueix a asimetries que no semblen ser inherents als fenòmens. Prenguem, per exemple, l'acció electrodinàmica recíproca d'un imant i un conductor.
En aquest cas, el fenomen observable només depèn del moviment relatiu del conductor i de l'imant, mentre que la visió habitual estableix una clara distinció entre els dos casos en què un o altre d'aquests cossos està en moviment. En efecte, si l'imant està en moviment i el conductor en repòs, a les proximitats de l'imant es crea un camp elèctric amb una energia determinada, que produeix un corrent als llocs on es troben les parts del conductor.
Però si l'imant està immòbil i el conductor en moviment, no sorgeix cap camp elèctric a les proximitats de l'imant. En el conductor, però, trobem una força electromotriu, a la qual en si mateixa no correspon cap energia, però que dona lloc –suposant igualtat de moviment relatiu en els dos casos discutits– a corrents elèctrics de la mateixa trajectòria i intensitat que les produïdes per les forces elèctriques en el primer cas.
Exemples d'aquest tipus, juntament amb els intents infructuosos de descobrir qualsevol moviment de la Terra en relació amb el “mitjà lleuger”, suggereixen que els fenòmens de l'electrodinàmica, així com de la mecànica, no tenen propietats corresponents a la idea del repòs absolut.
Albert Einstein, Sobre l'electrodinàmica dels cossos en moviment